# Blue Skies (chanson)
Pour les articles homonymes, voir Blue Skies.
Clip vidéo
[vidéo] « Blue Skies - Ben Selvin », sur YouTube
[vidéo] « Blue Skies - Franck Sinatra & Tommy Dorsey », sur YouTube
[vidéo] « Blue Skies - Ella Fitzgerald », sur YouTube
Blue Skies (Ciels bleus, en anglais) est une chanson d'amour standard de jazz américain de l'auteur-compositeur Irving Berlin, pour la comédie musicale Betsy de 1926, de Broadway à New York. Elle est reprise avec succès en particulier par Frank Sinatra & Tommy Dorsey (1946) ou Ella Fitzgerald en version swing-jazz-scat en 1959.

## Histoire

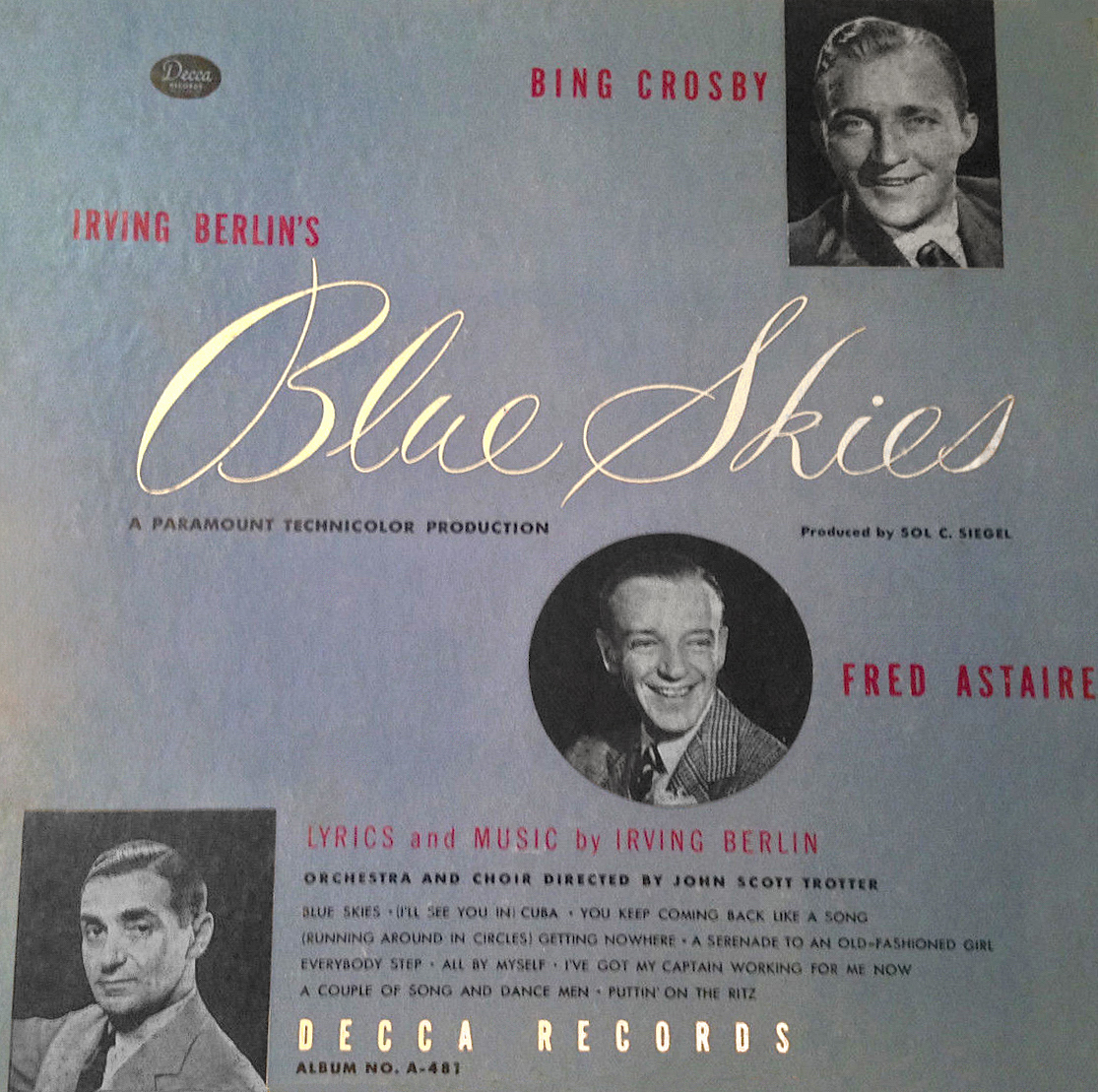
Version du film La Mélodie du bonheur (Blue Skies) de 1946, avec Bing Crosby et Fred Astaire.

Irving Berlin compose et écrit cette chanson d'amour phare interprétée par Belle Baker dans la comédie musicale à succès Betsy, du New Amsterdam Theatre de Times Square de Manhattan à New York, à deux pas de Broadway « Chaque jour était un jour nuageux pour moi, puis la chance est venue frapper à ma porte, le ciel était gris mais il n'est plus gris, ciel bleu, me souriant, rien que du ciel bleu, voir des oiseaux bleus, chanter une chanson, rien que des oiseaux bleus, toute la journée, jamais vu le soleil briller si fort, jamais vu les choses aller si bien, remarquant les jours qui se précipitent, quand tu es amoureux, la façon dont ils volent, à partir de maintenant... ».
Elle est enregistrée pour la première fois avec succès en 1927 par Ben Selvin (en), et reprise par Al Jolson pour un des premiers films sonores Le Chanteur de jazz (1927) d'Alan Crosland.

## Reprises et adaptations
Ce standard de jazz est repris entre autres par Ben Selvin (en) (1927), Joséphine Baker (1927), Benny Goodman (1935), Tommy Dorsey (1941), Duke Ellington (1946), Frank Sinatra (1946), Bing Crosby (1946), Peggy Lee (1946), Doris Day (1953), Robert Mitchum (1956), Nat King Cole & Patti Page (1958), Ella Fitzgerald (version scat, album Get Happy! (Ella Fitzgerald album) (en), 1959), Norah Jones...

## Au cinéma
- 1927 : Le Chanteur de jazz, d'Alan Crosland, interprétée par Al Jolson.
- 1938 : La Folle Parade, d'Henry King.
- 1946 : La Mélodie du bonheur (Blue Skies), interprétée par Bing Crosby.
- 1954 : Noël blanc, de Michael Curtiz, interprétée par Bing Crosby et Danny Kaye.
- 2002 : Star Trek : Nemesis, de Stuart Baird.
- 2004 : Aviator, de Martin Scorsese, interprétée par Frank Sinatra & Tommy Dorsey.